# مسجد عبد الله بن عمر (إيران)
مسجد عبد الله بن عمر هو أحد المساجد التاريخية في محافظة كرمانشاه، ويقع في مقاطعة دالاهو. يقال أن مؤسس هذا المسجد هو عبد الله بن عمر بن الخطاب، وأن المسجد بُنِيَ في عصر الخلافة الراشدة.